# Eletroímã

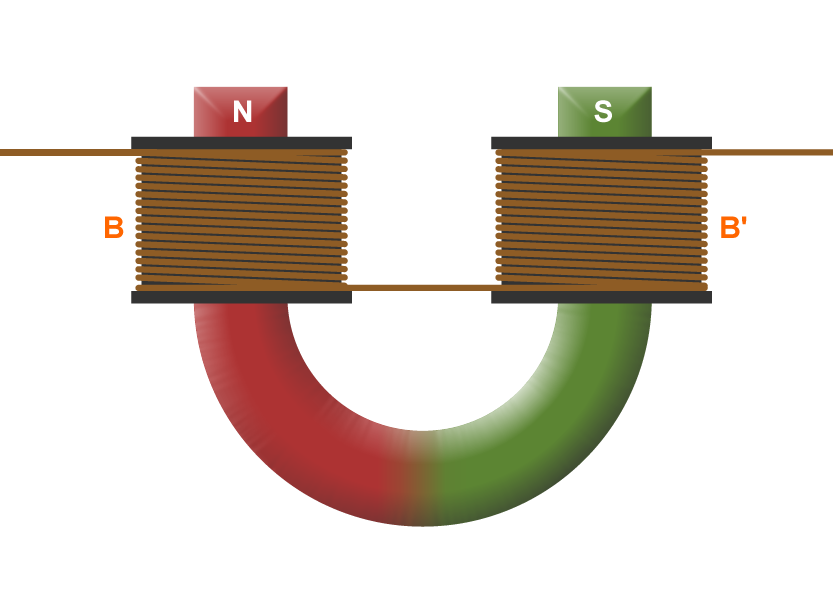
Concepção artística de um eletroímã.

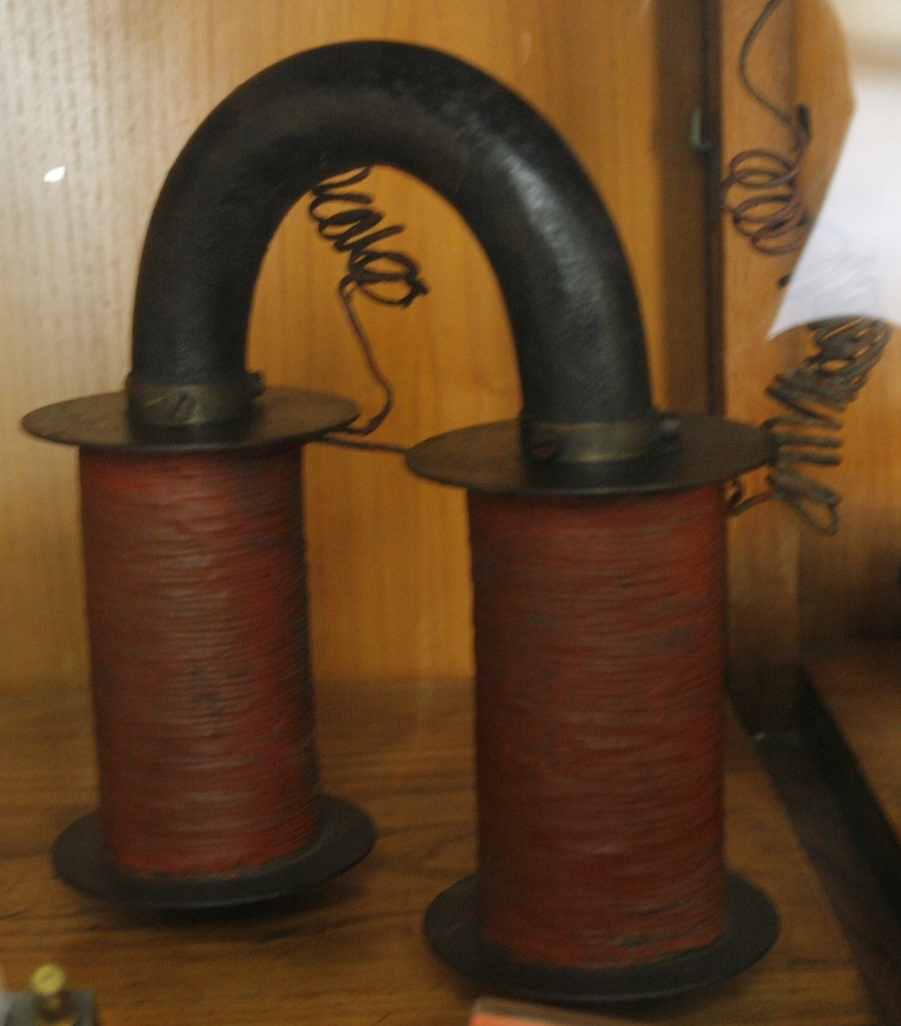
Eletroímã da segunda metade do século XIX.

O eletroímã (português brasileiro) ou eletroíman (português europeu) (AO 1945: electroíman) é um dispositivo que utiliza corrente elétrica para gerar um campo magnético, semelhantes àqueles encontrados nos ímãs naturais. É geralmente construído aplicando-se um fio elétrico espiralado ao redor de um núcleo de ferro, aço, níquel ou cobalto ou algum material ferromagnético.
Quando o fio é submetido a uma tensão, o mesmo é percorrido por uma corrente elétrica, o que gerará um campo magnético na área a este aspecto, espira através da Lei de Biot-Savart. A intensidade do campo e a distância que ele atingirá a partir do eletroímã dependerão da intensidade da corrente aplicada e do número de voltas da espira.
A passagem de corrente elétrica por um condutor produz campos magnéticos nas suas imediações e estabelece um fluxo magnético no material ferromagnético envolto pelas espiras do condutor. A razão entre a intensidade do fluxo magnético concatenado pelas espiras e a corrente que produziu esse fluxo é a indutância.
O pedaço de ferro apresenta as características de um ímã permanente, enquanto a corrente for mantida circulando, e o campo magnético pode ser constante ou variável no tempo dependendo da corrente utilizada (contínua ou alternada). Ao se interromper a passagem da corrente o envolto pelas espiras pode tanto manter as características magnéticas ou não, dependendo das propriedades do mesmo.

## Vantagens
1. só exerce ação magnética enquanto circula corrente elétrica;
2. sua imantação pode ser aumentada ou diminuída facilmente, basta aumentar ou diminuir a intensidade da corrente elétrica;
3. sua polaridade pode ser facilmente invertida, basta inverter o sentido da corrente elétrica.[4]

## Campo magnético em um eletroímã

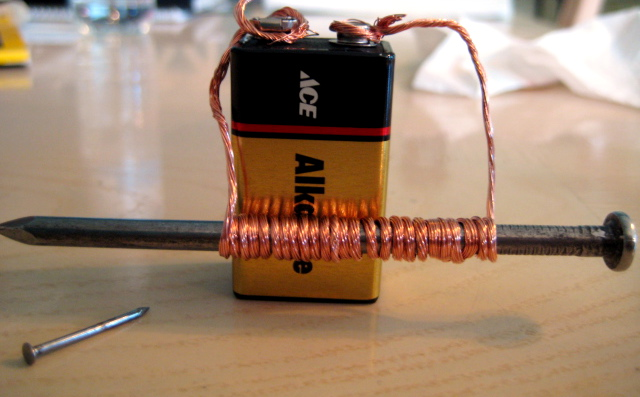
Eletroímã caseiro construído com materiais de baixo custo.

Campo magnético existe em todos os fios que transportam eletricidade, dá para comprovar isso com um simples experimento:
Coloque a bússola sobre a mesa e, com o fio perto da bússola, conecte, por alguns segundos,  o fio entre as extremidades positiva e negativa da pilha. O que você vai perceber é que a agulha da bússola se desloca. Inicialmente, a bússola irá apontar para o pólo norte da Terra, ao conectar o fio à pilha, a agulha da bússola oscila, visto que essa agulha é um pequeno ímã com um pólo norte e um pólo sul. Considerando que a agulha é pequena, ela é sensível a campos magnéticos pequenos. Então, o campo magnético criado no fio, pelo fluxo de elétrons, afeta a bússola.

## Solenoide
Um solenoide, quando percorrido por corrente elétrica, cria um campo magnético em seu interior e exterior apresentando assim uma configuração de campo magnético semelhante ao de um ímã em forma de barra, então dizemos que ele se constitui um eletroímã, ou seja, um ímã obtido por meio de corrente elétrica.

## Aplicações

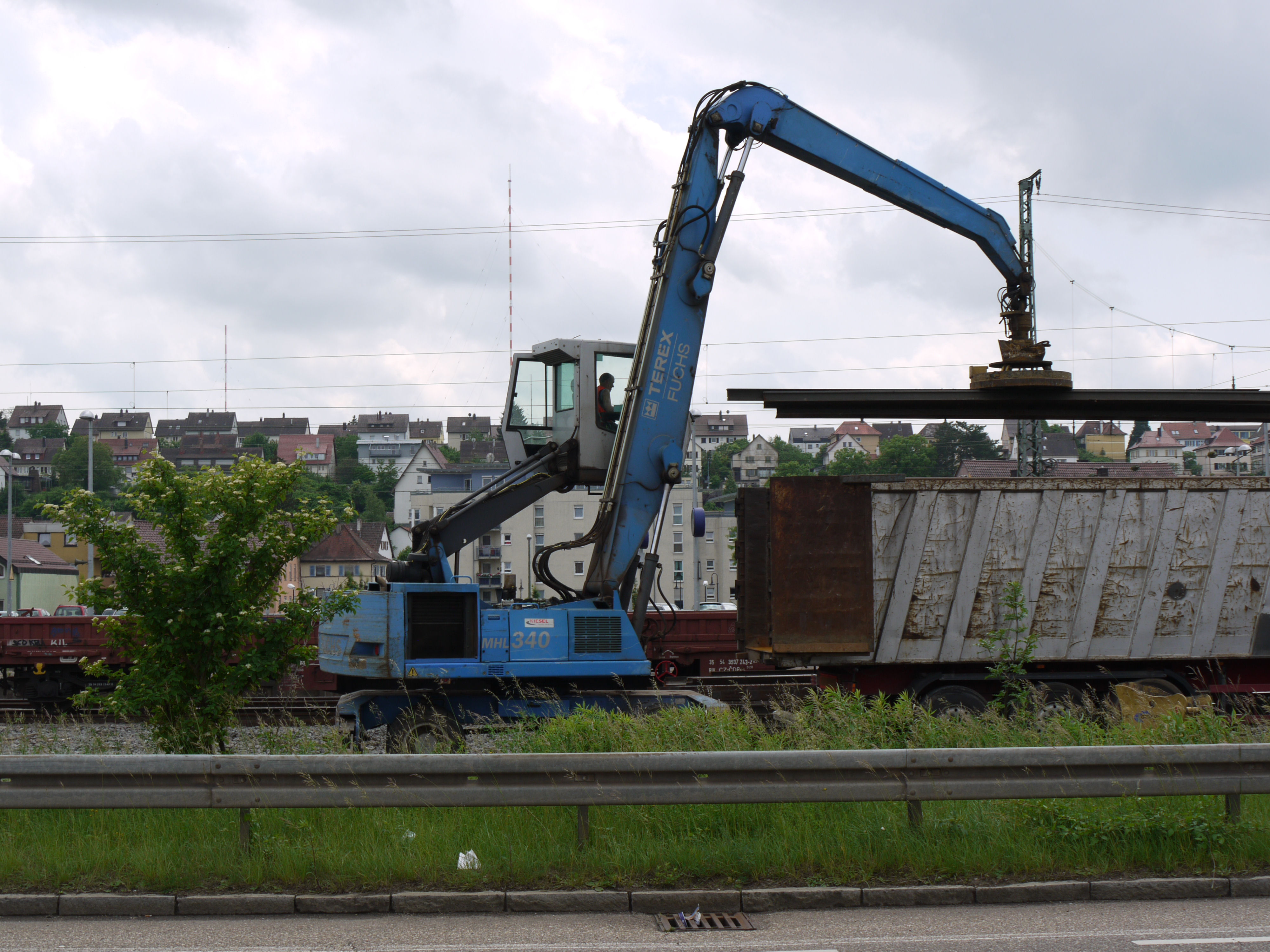
Guindaste eletromagnético em operação.

Eletroímãs são usados em diversos aparelhos, como motores, faróis de carro, campainhas e discos-rígidos. Nos alto-falantes, são usados dois ímãs: um permanente e um eletroímã, que é ligado e desligado na frequência adequada, indo para a frente e para trás, como um pistão, fazendo o cone vibrar e produzir o som. Eletroímãs mais poderosos são utilizados para separar o lixo em ferros-velhos, ou nos portos para colocar contêineres em navios.

## Disjuntores
O disjuntor é um eletroímã que funciona como interruptor de circuitos. É usado quando se quer proteger um dispositivo qualquer de correntes muito elevadas. Esse dispositivo é ligado em série com a bobina do eletroímã, de maneira que a mesma corrente que passa pelo dispositivo também passa pela bobina. A armadura do eletroímã é sustentada por uma mola, de tal maneira que, para valores admissíveis de corrente, ela não se desloca para os polos. Porém, para valores de corrente superiores a um valor prefixado, a força de atração sobre a armadura é maior do que a força exercida pela mola. Então o circuito se abre, a corrente deixa de circular e o dispositivo fica assim protegido de uma corrente alta.[carece de fontes?]

## Telégrafo

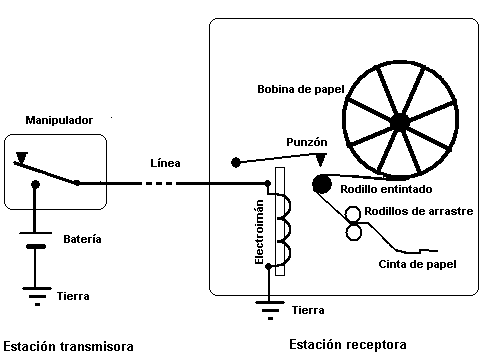
Funcionamento do telégrafo

O princípio de funcionamento de um telégrafo é o seguinte: são colocados em série um gerador G, um eletroímã E e um interruptor C. Esse interruptor tem uma mola M que mantém o circuito aberto. Para fecharmos o circuito precisamos apertar o “botão” B do interruptor. Quando um operador fecha o circuito em C, o eletroímã atrai a sua armadura A. Então a haste AD gira ao redor do ponto O, e um estilete, colocado em D, encosta em uma fita de papel que se desenrola de um cilindro P. Esse estilete fica encostado no papel durante todo o tempo em que o interruptor C permanecer fechado. Assim, se se fechar o interruptor por um instante, aparecerá na fita de papel um ponto. Se se fechar C por algum tempo aparecerá na fita um traço. Como se sabe, em telegrafia as letras do alfabeto são representadas por combinações de traços e pontos. Assim, um observador, atuando no interruptor C pode mandar uma mensagem a outro que receba junto ao eletroímã, colocado à distância muito grande.
Nas instalações telegráficas, em vez de se usarem dois fios para a condução da corrente, uma para ida e outro para volta, usa-se um só, o outro fio é substituído pela terra. Como esta é condutora, transporta corrente de uma estação à outra, bastando para isso ligar as extremidades do circuito à terra.